# Vũ Muộn
Vũ Muộn là một xã thuộc huyện Bạch Thông, tỉnh Bắc Kạn, Việt Nam.

## Địa lý
Xã Vũ Muộn có vị trí địa lý:
- Phía bắc giáp huyện Ngân Sơn
- Phía đông giáp xã Cao Sơn và huyện Na Rì
- Phía nam giáp xã Cao Sơn
- Phía tây giáp xã Sỹ Bình.

Xã Vũ Muộn có diện tích 38,87 km², dân số năm 2019 là 1.583 người, mật độ dân số đạt 41 người/km².
Vũ Muộn có tuyến đường liên xã nối đến quốc lộ 3 ở xã Phương Linh.

## Hành chính
Xã Vũ Muộn được chia thành 10 thôn bản: Khuổi Khoang, Nà Khoang, Choóc Vẻn, Đon Quản, Tân Lập, Đâng Bun, Nà Kén, Còi Có, Tốc Lù, Lùng Xiên.